# Angry Anderson
Angry Anderson (nascido Gary Stephen Anderson, Victoria, Austrália, 5 de agosto de 1947) é o vocalista da banda de hard rock/heavy metal Rose Tattoo e ator, com participação no filme Mad Max - Além da Cúpula do Trovão, onde interpretou Ironbar.

## Discografia
com Rose Tattoo
- ver Rose Tattoo

com Buster Brown
- Something to Say (1975)

Álbuns solo
- Beats from a Single Drum (1988)
- Blood From Stone (1990)